# Joey Silvera

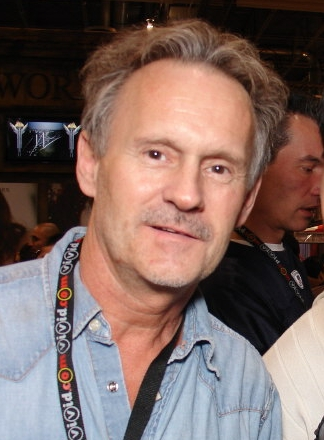
Joey Silvera (2007)

Joey Silvera (* 20. Dezember 1951 in Rochester, NY, USA als Joseph Nassivera) ist ein US-amerikanischer Pornodarsteller sowie Regisseur und Produzent von Pornofilmen.
Silvera begann seine Karriere als Darsteller in Live-Sex-Shows. In den frühen 1970er-Jahren begann er seine Tätigkeit als professioneller Darsteller in der im Aufstieg befindlichen Pornofilmindustrie (Golden Age of Porn) und wirkt bis in die 1990er Jahre in rund 1500 Filmproduktionen mit. Er kann daher als einer der wichtigsten männlichen Darsteller der Pornografiebranche des 20. Jahrhunderts gelten. Aufgrund seines eher einfühlsam-zurückhaltenden Charakters (der sich natürlich auch in der schauspielerischen Interpretation seiner Filmrollen niederschlug) und seiner Neigung zu komischen und manchmal auch skurrilen Einlagen agierte er in vielen seiner Filme nur in einer Nebenrolle – oft als Sidekick eines stärker durchsetzungswilligen Hauptdarstellers.
Ein unverwechselbares Kennzeichen von Joey Silvera ist sein Schnauzbart (Pornobalken), den er noch heute im typischen Stil der frühen 1980er-Jahre trägt.
Mitunter trat Joey Silvera auch in nicht-pornografischen Kinofilmen auf. 1986 spielte er in dem bekannten Erotik-Thriller 9½ Wochen die Rolle eines männlichen Darstellers in einer New Yorker Live-Sex-Show. Dort hat er vor den Augen des von Mickey Rourke und Kim Basinger gespielten Liebespaares Sex mit seiner Filmpartnerin Petina Cole.
Seit Mitte der 1990er-Jahre ist Joey Silvera als Regisseur in der Hardcore-Pornofilmbranche tätig. Er produziert seine Filme für das Label Evil Angel (bzw. Evil Empire). Seine Produktionen sind dem Genre Gonzo zuzuordnen und setzen einen deutlichen Schwerpunkt auf Analverkehr (Butt Row-Reihe).
Ein Kennzeichen von Silvera ist auch seine Aufgeschlossenheit gegenüber der transgeschlechtlichen Pornografie: Seine Produktions-Reihe Rogue Adventures (bei Evil Empire) thematisiert ausschließlich sogenannten She-Male-Sex (vgl. Transfrau) und hat diese Spielart der Sexualität einer breiten Masse von Pornografiekonsumenten erschlossen. Als Darsteller hatte Silvera selbst in einigen Filmen mit Transfrauen sexuell interagiert, was für die damalige Zeit recht ungewöhnlich war.
Im Lauf seines Lebens ist Joey Silvera mehrfach für sein berufliches Wirken ausgezeichnet worden, unter anderem mit dem AVN Award und dem XRCO Award; bei beiden wurde er auch in die Hall of Fame aufgenommen.